# Temporada 1952-53 de los Minneapolis Lakers
La temporada 1952-53 fue la quinta de los Minneapolis Lakers en la NBA. La temporada regular acabó con 48 victorias y 22 derrotas, ocupando el primer puesto de la División Oeste, clasificándose para los playoffs en los que ganaron por segundo año consecutivo en las finales a los New York Knicks.

## Elecciones en elDraft
| Ronda | Puesto | Jugador          | Posición  | Nacionalidad   | Universidad |
| ----- | ------ | ---------------- | --------- | -------------- | ----------- |
| 1     | 9      | Clyde Lovellette | Ala-Pívot | Estados Unidos | Kansas      |
| -     | -      | Jim Holstein     | Escolta   | Estados Unidos | Cincinnati  |
| -     | -      | Carl McNulty     | Base      | Estados Unidos | Purdue      |

## Temporada regular
| División Central         | División Central | División Central | División Central | División Central | División Central | División Central | División Central | División Central |
| Equipo                   | G                | P                | %                | PD               | Casa             | Fuera            | Neutral          | Div              |
| ------------------------ | ---------------- | ---------------- | ---------------- | ---------------- | ---------------- | ---------------- | ---------------- | ---------------- |
| x-Minneapolis Lakers     | 48               | 22               | .686             | -                | 24-2             | 16-15            | 8-5              | 17-13            |
| x-Rochester Royals       | 44               | 26               | .629             | 4                | 24-8             | 13-17            | 7-1              | 27-13            |
| x-Fort Wayne Pistons     | 36               | 33               | .522             | 11.5             | 25-9             | 8-19             | 3-5              | 18-22            |
| x-Indianapolis Olympians | 28               | 43               | .394             | 20.5             | 19-14            | 4-23             | 5-6              | 15-26            |
| Milwaukee Hawks          | 27               | 44               | .380             | 21.5             | 14-8             | 3-24             | 10-12            | 15-26            |

## Playoffs

### Semifinales de División
Minneapolis Lakers - Indianapolis Olympians
| Fecha       | Partido                                          | Ciudad       |
| ----------- | ------------------------------------------------ | ------------ |
| 22 de marzo | Minneapolis Lakers 85, Indianapolis Olympians 69 | Minneapolis  |
| 23 de marzo | Indianapolis Olympians 79, Minneapolis Lakers 81 | Indianapolis |
|             | Minneapolis gana las series 2-0                  |              |

### Finales de División
Minneapolis Lakers - Fort Wayne Pistons
| Fecha       | Partido                                      | Ciudad      |
| ----------- | -------------------------------------------- | ----------- |
| 26 de marzo | Minneapolis Lakers 83, Fort Wayne Pistons 73 | Minneapolis |
| 28 de marzo | Minneapolis Lakers 82, Fort Wayne Pistons 75 | Minneapolis |
| 30 de marzo | Fort Wayne Pistons 98, Minneapolis Lakers 95 | Fort Wayne  |
| 1 de abril  | Fort Wayne Pistons 85, Minneapolis Lakers 82 | Fort Wayne  |
| 2 de abril  | Minneapolis Lakers 74, Fort Wayne Pistons 58 | Minneapolis |
|             | Minneapolis gana las series 3-2              |             |

### Finales de la NBA
Minneapolis Lakers - New York Knicks
| Fecha       | Partido                                   | Ciudad      |
| ----------- | ----------------------------------------- | ----------- |
| 4 de abril  | Minneapolis Lakers 88, New York Knicks 96 | Minneapolis |
| 5 de abril  | Minneapolis Lakers 73, New York Knicks 71 | Minneapolis |
| 7 de abril  | New York Knicks 75, Minneapolis Lakers 90 | Nueva York  |
| 8 de abril  | New York Knicks 69, Minneapolis Lakers 71 | Nueva York  |
| 10 de abril | New York Knicks 91, Minneapolis Lakers 84 | Nueva York  |
|             | Minneapolis gana las finales 4-1          |             |

## Estadísticas
| Rk | Jugador        | Edad | P  | PT | MP   | TC  | TCI  | %TC  | 3P | 3PI | %3P | TL  | TLI | %TL  | RO | RD | RT   | AS  | RB | TAP | BP | FP  | PTS  |
| 1  | George Mikan   | 28   | 70 |    | 37.9 | 7.1 | 17.9 | .399 |    |     |     | 6.3 | 8.1 | .780 |    |    | 14.4 | 2.9 |    |     |    | 4.1 | 20.6 |
| 2  | Vern Mikkelsen | 24   | 70 |    | 35.2 | 5.4 | 12.4 | .435 |    |     |     | 4.2 | 5.5 | .752 |    |    | 9.3  | 2.1 |    |     |    | 4.1 | 15.0 |
| 3  | Jim Pollard    | 30   | 66 |    | 36.4 | 5.0 | 14.1 | .357 |    |     |     | 2.9 | 3.8 | .769 |    |    | 6.8  | 3.5 |    |     |    | 2.9 | 13.0 |
| 4  | Slater Martin  | 27   | 70 |    | 36.5 | 3.7 | 9.1  | .410 |    |     |     | 3.2 | 4.1 | .780 |    |    | 2.7  | 3.6 |    |     |    | 3.5 | 10.6 |
| 5  | Pep Saul       | 28   | 70 |    | 25.7 | 2.7 | 6.7  | .397 |    |     |     | 2.0 | 2.9 | .710 |    |    | 2.0  | 1.6 |    |     |    | 2.5 | 7.4  |
| 6  | Bob Harrison   | 25   | 70 |    | 23.5 | 2.8 | 7.4  | .376 |    |     |     | 1.5 | 2.4 | .648 |    |    | 2.2  | 2.3 |    |     |    | 3.8 | 7.1  |
| 7  | Jim Holstein   | 22   | 66 |    | 15.0 | 1.5 | 4.2  | .358 |    |     |     | 1.1 | 1.6 | .667 |    |    | 2.6  | 1.1 |    |     |    | 1.9 | 4.0  |
| 8  | Whitey Skoog   | 26   | 68 |    | 14.6 | 1.5 | 3.9  | .386 |    |     |     | 0.7 | 0.9 | .754 |    |    | 1.8  | 1.2 |    |     |    | 2.0 | 3.7  |
| 9  | Lew Hitch      | 23   | 70 |    | 14.7 | 1.3 | 3.6  | .349 |    |     |     | 1.2 | 1.9 | .610 |    |    | 3.9  | 0.9 |    |     |    | 1.7 | 3.7  |
| 10 | Howie Schultz  | 30   | 40 |    | 11.9 | 0.6 | 2.3  | .267 |    |     |     | 1.1 | 1.6 | .694 |    |    | 2.0  | 0.7 |    |     |    | 1.8 | 2.3  |

## Galardones y récords
| Jugador        | Galardón                                                 |
| George Mikan   | Mejor quinteto de la NBA MVP del All-Star Game de la NBA |
| Vern Mikkelsen | 2º Mejor quinteto de la NBA                              |